# British Hockey League 1982/83
Die Saison 1982/83 war die erste Spielzeit der British Hockey League, der höchsten britischen Eishockeyspielklasse. Meister wurden die Dundee Rockets.

## Modus
In der regulären Saison absolvierte jede der fünf Mannschaften insgesamt 26 Spiele. Der Erstplatzierte der Hauptrunde wurde Meister. Für einen Sieg erhielt jede Mannschaft zwei Punkte, für ein Unentschieden einen Punkt und für eine Niederlage null Punkte.

## Hauptrunde

### Tabelle
|    | Klub               | Sp | S  | U | N  | Tore    | Punkte |
| -- | ------------------ | -- | -- | - | -- | ------- | ------ |
| 1. | Dundee Rockets     | 26 | 22 | 1 | 3  | 280:100 | 45     |
| 2. | Murrayfield Racers | 24 | 16 | 2 | 6  | 181:124 | 34     |
| 3. | Fife Flyers        | 26 | 10 | 3 | 13 | 162:187 | 23     |
| 4. | Ayr Bruins         | 26 | 3  | 1 | 22 | 118:270 | 7      |
| 5. | Glasgow Dynamos    | 25 | 3  | 1 | 21 | 80:228  | 7      |

Sp = Spiele, S = Siege, U = Unentschieden, N = Niederlagen